# Bossut-Gottechain
Bossut-Gottechain (Nederlands: Bossuit-Gruttekom) is een plaats in de Belgische provincie Waals-Brabant en een deelgemeente van Graven (Grez-Doiceau). In de deelgemeente liggen de dorpen Bossut en Gottechain en in het westen het gehucht Pécrot

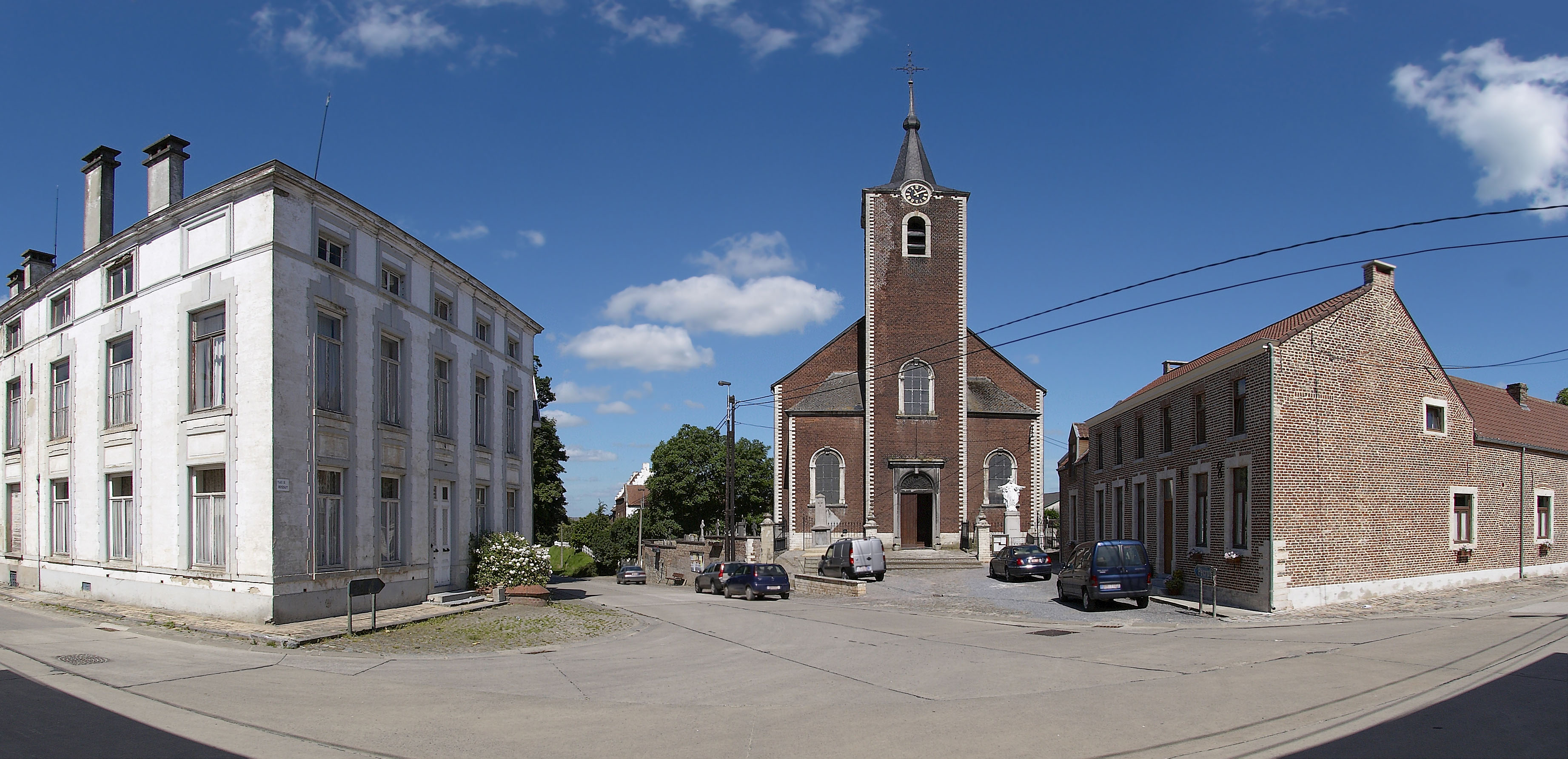
Centrum van Bossut

## Geschiedenis
Op de Ferrariskaart uit de jaren 1770 zijn het dorp Bossut en de gehuchten Goddechins en Peerot weergegeven. Op het eind van het ancien régime werden Bossut en Gottechain beide een gemeente, maar deze werden in 1811 al verenigd in de gemeente Bossut-Gottechain.
In 1977 werd Bossut-Gottechain een deelgemeente van Graven.

## Demografische ontwikkeling
- Bronnen:NIS, Opm:1831 tot en met 1970=volkstellingen

## Bezienswaardigheden
- De kerk Notre-Dame de l'Assomption in Bossut uit is een beschermd gebouw en de omgeving is een geklasseerde site.
- De Pastorie van Bossut uit 1782.
- Hoeve Ferme du Seigneur in Bossut, gebouwd en verbouwd tussen de 16e en de 18e eeuw.
- Kasteel Deprez van begin 19e eeuw, eveneens in de omgeving van kerk van Bossut.
- Hoeve van Bossut (Avenue Fernand Labby 11) uit 1784 maakt eveneens deel uit van de geklasseerde site.

- Hoeve du Grand Royal, een vierkantshoeve in Bossut uit de 18e eeuw
- Kasteel van Guertechain, reeds vernoemd in begin 14e eeuw, vernield in de 18e eeuw en herbouwd en verbouwd in de 18e en 19e eeuw.

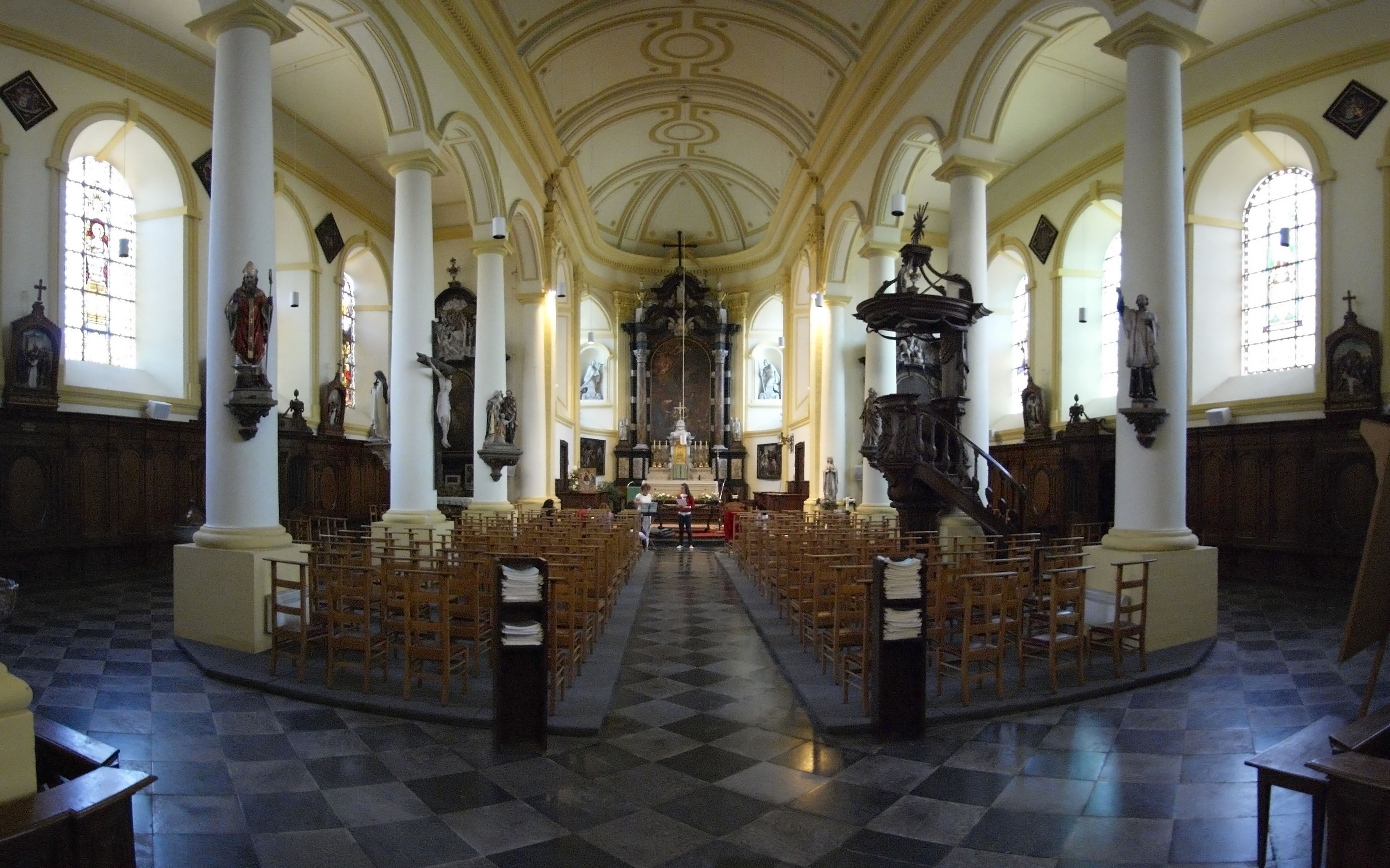
Interieur van de Notre-Dame de l'Assomption kerk (Bossut)
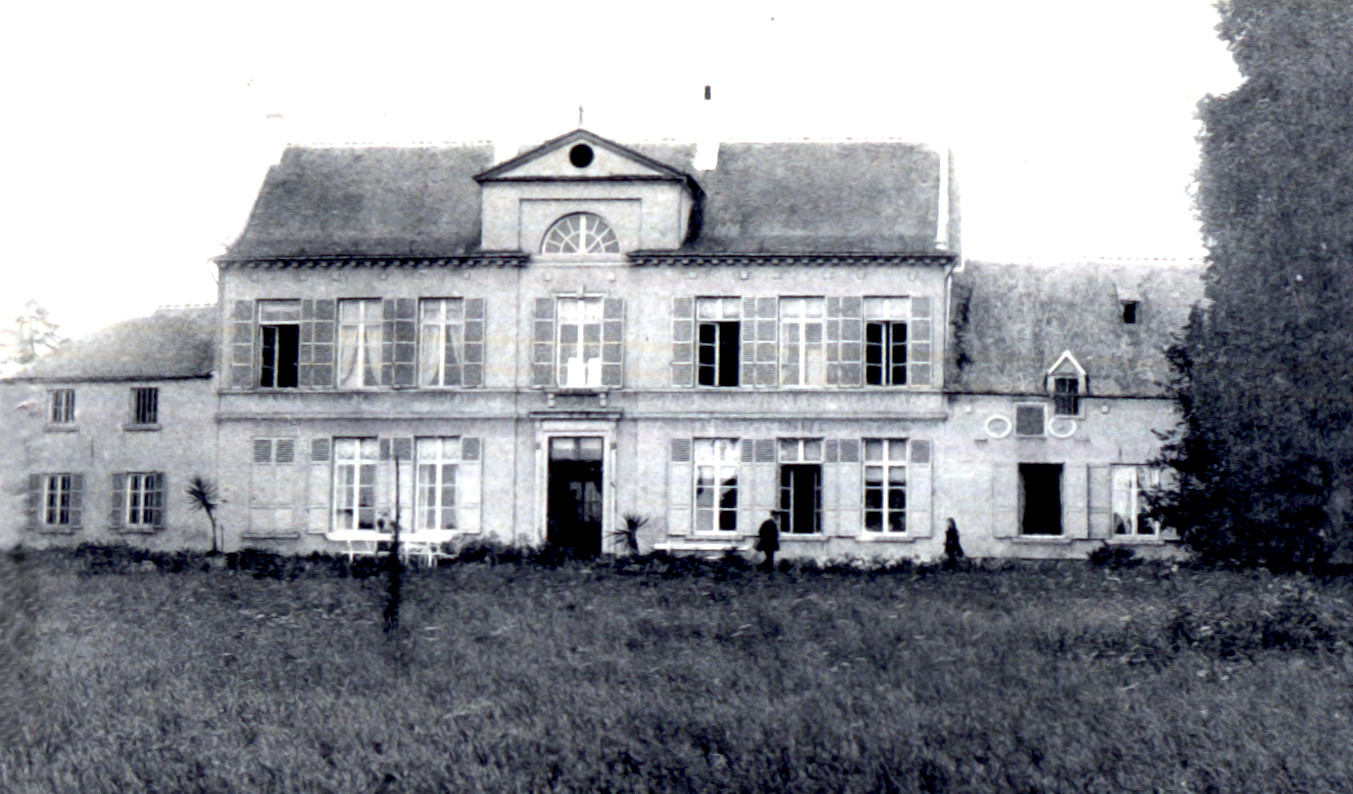
Kasteel van Guertechain (Gottechain)

Deelgemeenten: Biez · Bossut-Gottechain · Eerken · Graven · Nethen

Overige dorpen en gehuchten: Bossut · Cocrou · Doiceau · Gastuche · Gottechain · Hèze · Pécrot

Belgische gemeenten · Arrondissement Nijvel · Waals-Brabant · Wallonië